# Vouillé (Viena)
Vouillé és un municipi francès situat al departament de la Viena i a la regió de la Nova Aquitània. L'any 2007 tenia 3.322 habitants.

## Demografia

### Població
El 2007 la població de fet de Vouillé era de 3.322 persones. Hi havia 1.368 famílies de les quals 369 eren unipersonals (118 homes vivint sols i 251 dones vivint soles), 479 parelles sense fills, 448 parelles amb fills i 72 famílies monoparentals amb fills.
La població ha evolucionat segons el següent gràfic:
Habitants censats

### Habitatges
El 2007 hi havia 1.437 habitatges, 1.365 eren l'habitatge principal de la família, 30 eren segones residències i 43 estaven desocupats. 1.296 eren cases i 76 eren apartaments. Dels 1.365 habitatges principals, 958 estaven ocupats pels seus propietaris, 382 estaven llogats i ocupats pels llogaters i 25 estaven cedits a títol gratuït; 65 tenien una cambra, 60 en tenien dues, 171 en tenien tres, 413 en tenien quatre i 656 en tenien cinc o més. 1.054 habitatges disposaven pel capbaix d'una plaça de pàrquing. A 551 habitatges hi havia un automòbil i a 677 n'hi havia dos o més.

### Piràmide de població
La piràmide de població per edats i sexe el 2009 era:
| Homes | Edats   | Dones |
| ----- | ------- | ----- |
| 0     | 95 o +  | 4     |
| 8     | 90 a 94 | 8     |
| 4     | 85 a 89 | 28    |
| 28    | 80 a 84 | 16    |
| 52    | 75 a 79 | 60    |
| 68    | 70 a 74 | 92    |
| 48    | 65 a 69 | 88    |
| 60    | 60 a 64 | 56    |
| 76    | 55 a 59 | 84    |
| 84    | 50 a 54 | 80    |
| 100   | 45 a 49 | 72    |
| 120   | 40 a 44 | 104   |
| 120   | 35 a 39 | 100   |
| 112   | 30 a 34 | 144   |
| 72    | 25 a 29 | 72    |
| 72    | 20 a 24 | 96    |
| 108   | 15 a 19 | 56    |
| 64    | 10 a 14 | 72    |
| 68    | 5 a 9   | 108   |
| 92    | 0 a 4   | 72    |

## Economia
El 2007 la població en edat de treballar era de 2.063 persones, 1.550 eren actives i 513 eren inactives. De les 1.550 persones actives 1.443 estaven ocupades (756 homes i 687 dones) i 107 estaven aturades (43 homes i 64 dones). De les 513 persones inactives 185 estaven jubilades, 156 estaven estudiant i 172 estaven classificades com a «altres inactius».

### Ingressos
El 2009 a Vouillé hi havia 1.408 unitats fiscals que integraven 3.460 persones, la mediana anual d'ingressos fiscals per persona era de 17.671 €.

### Activitats econòmiques
Dels 131 establiments que hi havia el 2007, 1 era d'una empresa extractiva, 2 d'empreses alimentàries, 8 d'empreses de fabricació d'altres productes industrials, 22 d'empreses de construcció, 20 d'empreses de comerç i reparació d'automòbils, 7 d'empreses de transport, 7 d'empreses d'hostatgeria i restauració, 2 d'empreses d'informació i comunicació, 5 d'empreses financeres, 7 d'empreses immobiliàries, 19 d'empreses de serveis, 20 d'entitats de l'administració pública i 11 d'empreses classificades com a «altres activitats de serveis».
Dels 47 establiments de servei als particulars que hi havia el 2009, 1 era una oficina d'administració d'Hisenda pública, 1 gendarmeria, 1 oficina de correu, 1 una oficina bancària, 1 funerària, 6 tallers de reparació d'automòbils i de material agrícola, 1 autoescola, 4 paletes, 8 guixaires pintors, 4 fusteries, 4 lampisteries, 1 electricista, 6 perruqueries, 2 veterinaris, 2 restaurants, 3 agències immobiliàries i 1 tintoreria.
Dels 8 establiments comercials que hi havia el 2009, 2 eren supermercats, 2 fleques, 1 una carnisseria, 1 una llibreria, 1 una botiga de mobles i 1 una floristeria.
L'any 2000 a Vouillé hi havia 26 explotacions agrícoles que ocupaven un total de 2.196 hectàrees.

## Equipaments sanitaris i escolars
Els 2 equipaments sanitaris que hi havia el 2009 eren farmàcies.
El 2009 hi havia 1 escola maternal i 2 escoles elementals. Vouillé disposava d'un col·legi d'educació secundària amb 351 alumnes.

## Poblacions més properes
El següent diagrama mostra les poblacions més properes.